# Remady
Remady, pseudonimo di Marc Würgler (12 dicembre 1977), è un disc jockey e produttore discografico svizzero.

## Biografia
Inizia la sua carriera di produttore musicale nel 2001, con il singolo Groovething, singolo che però passa quasi inosservato. Il successo arriva solo dopo 8 anni, nell'estate del 2009, quando pubblica il brano dance No Superstar con il progetto Player & Remady, piazzandosi in ottime posizioni nelle classifiche dei singoli più venduti di diversi Paesi: in Gran Bretagna al numero 75, in Danimarca al numero 4, in Svizzera al numero 5 e in Francia al numero 8. Dopo 1 anno, nell'estate del 2010, arriva il primo album, omonimo al suo brano di successo No Superstar, in cui Remady collabora con artisti come Craig David e Lumidee.
Inizia soprattutto una collaborazione con il cantante Manu L, con cui, oltre a realizzare brani contenuti nel suo primo album, arriva a realizzarne anche un secondo, dal titolo The Original, che vede la luce nel marzo 2012, mese in cui viene pubblicato come singolo il brano in esso contenuto dal titolo Single Ladies, cantato appunto da Manu L e rappato da J-Son. La canzone diventa uno dei tormentoni dance dell'estate 2012, raggiungendo la posizione numero 1 della classifica dei singoli più venduti in Svizzera, entrando in diverse top 20 delle classifiche dance italiane ottenendo un'ottima posizione nella classifica ufficiale dei download di iTunes.
Dopo il successo di Single Ladies, sempre con la voce di Manu L, questa volta accompagnata a quella di Amanda Wilson, pubblica Doin' It Right come singolo per l'autunno 2012.

## Discografia

### Album
| Anno | Dettagli | Posizioni massime in classifica | Posizioni massime in classifica | Posizioni massime in classifica | Posizioni massime in classifica | Posizioni massime in classifica | Certificazioni |
| Anno | Dettagli | FRA                             | BEL/ (Wa)                       | BEL/ (Vl)                       | SWI                             | DAN                             | Certificazioni |
| ---- | --- | ------------------------------- | ------------------------------- | ------------------------------- | ------------------------------- | ------------------------------- | -------------- |
| 2010 | No Superstar - The Album - Release: October 23, 2010 (FR) - Label: Happy Music (FR) / Phonag (CH) - Format: CD, download | 60                              | —                               | —                               | 6                               | —                               |                |
| 2012 | The Original - Release: March 23, 2012 - Label: Phonag Records - Format: CD                                              | —                               | —                               | —                               | 5                               | —                               |                |
| 2013 | The Original 2k13 - Release: February 22, 2013 - Label: Phonag Records - Format: CD                                      | —                               | —                               | —                               | 3                               | —                               |                |

### Singoli
| Anno | Dettagli                                                                 | Posizioni massime in classifica | Posizioni massime in classifica | Posizioni massime in classifica | Posizioni massime in classifica | Posizioni massime in classifica | Posizioni massime in classifica | Posizioni massime in classifica | Certificazioni          | Album di origine         |
| Anno | Dettagli                                                                 | AUT                             | BEL (Wal)                       | DEN                             | FR                              | GER                             | SWI                             | UK                              | Certificazioni          | Album di origine         |
| ---- | ------------------------------------------------------------------------ | ------------------------------- | ------------------------------- | ------------------------------- | ------------------------------- | ------------------------------- | ------------------------------- | ------------------------------- | ----------------------- | ------------------------ |
| 2001 | "Groovething" (feat. Tylene)                                             | —                               | —                               | —                               | —                               | —                               | 67                              | —                               |                         | Singolo non in album     |
| 2009 | "No Superstar" (as Remady P&R)                                           | —                               | 40                              | 4                               | 8                               | —                               | 5                               | 75                              |                         | No Superstar - The Album |
| 2009 | "Need 2 Say"                                                             | —                               | —                               | —                               | —                               | —                               | —                               | —                               |                         | No Superstar - The Album |
| 2009 | "Danger Zone" (feat. Jorge Martin S)                                     | —                               | —                               | —                               | —                               | —                               | —                               | —                               |                         | No Superstar - The Album |
| 2010 | "Give Me a Sign" (feat. Manu-L)                                          | 55                              | 46                              | —                               | 11                              | 58                              | 11                              | —                               | - IFPI SWI: Gold        | No Superstar - The Album |
| 2010 | "I'm No Superstar" (feat. Lumidee & Chase Manhattan)                     | 61                              | —                               | —                               | —                               | 74                              | —                               | —                               | - IFPI SWI: Gold        | No Superstar - The Album |
| 2010 | "Do It On My Own" (feat. Craig David)                                    | —                               | —                               | —                               | 12                              | —                               | 28                              | —                               |                         | No Superstar - The Album |
| 2011 | "Save Your Heart" (feat. Manu-L)                                         | —                               | —                               | —                               | 38                              | —                               | 41                              | —                               |                         | No Superstar - The Album |
| 2011 | "The Way We Are" (feat. Manu-L)                                          | —                               | —                               | —                               | 60                              | —                               | 30                              | —                               |                         | No Superstar - The Album |
| 2011 | "If You Believe" (feat. Manu-L)                                          | —                               | —                               | —                               | —                               | —                               | —                               | —                               |                         | No Superstar - The Album |
| 2011 | "Honestly" (feat Jonastian Lozua)                                        | —                               | —                               | —                               | —                               | —                               | —                               | —                               |                         | No Superstar - The Album |
| 2012 | "Single Ladies" (feat. Manu-L & J-Son)                                   | 45                              | —                               | —                               | 83                              | 41                              | 1                               | —                               | - IFPI SWI: 2x Platinum | The Original             |
| 2012 | "Doing It Right" (with Manu-L feat. Amanda Wilson)                       | —                               | —                               | —                               | —                               | —                               | 15                              | —                               |                         | The Original             |
| 2012 | "Higher Ground" (with Manu-L)                                            | —                               | —                               | —                               | —                               | —                               | 28                              | —                               |                         | The Original             |
| 2013 | "Hollywood Ending" (feat. Manu-L)                                        | —                               | —                               | —                               | —                               | —                               | 21                              | —                               |                         | The Original 2k13        |
| 2013 | "It′s So Easy" (with Manu-L)                                             | —                               | —                               | —                               | —                               | —                               | 18                              | —                               |                         | The Original 2k13        |
| 2013 | "Somebody Dance with Me 2k13" (with Manu-L & DJ BoBo)                    | —                               | —                               | —                               | —                               | 61                              | 4                               | —                               |                         | Singoli non in album     |
| 2013 | "Holidays" (with Manu-L)                                                 | —                               | —                               | —                               | —                               | —                               | 3                               | —                               |                         | Singoli non in album     |
| 2014 | "In My Dreams"                                                           | —                               | —                               | —                               | —                               | —                               | 5                               | —                               |                         | 1+1=3                    |
| 2014 | "Waiting For"                                                            | —                               | —                               | —                               | —                               | —                               | 10                              | —                               |                         | 1+1=3                    |
| 2015 | "Livin' la vida" (featuring J-Son)                                       | —                               | —                               | —                               | —                               | —                               | 46                              | —                               |                         | Singoli non in album     |
| 2015 | "Together We Are One (Bring Back the Energy)" (featuring Culcha Candela) | —                               | —                               | —                               | —                               | —                               | 11                              | —                               |                         | Singoli non in album     |
| 2016 | "Another Day in Paradise"                                                | —                               | —                               | —                               | —                               | —                               | 4                               | —                               |                         | Singoli non in album     |
| 2016 | "L.I.F.E."                                                               | —                               | —                               | —                               | —                               | —                               | 14                              | —                               |                         | Singoli non in album     |
| 2017 | "Give Me Love"                                                           | —                               | —                               | —                               | —                               | —                               | 33                              | —                               |                         | Singoli non in album     |
| 2018 | "Back Again" (featuring Lyracis)                                         | —                               | —                               | —                               | —                               | —                               | 92                              | —                               |                         | Singoli non in album     |